# Rondvatnet
Rondvatnet is een smal meer in het nationaal park Rondane in de provincie Innlandet in het midden van Noorwegen. Rondvatnet scheidt het oostelijk deel van Rondane van het westelijke deel, Smiubelgen.
Aan de zuidkant ligt de hut Rondvassbu van de Den Norske Turistforening. In het zomerseizoen vaart er een boot op het meer voor onder meer wandelaars.